# Гулд, Стивен Джей
Сти́вен Джей Гулд (англ. Stephen Jay Gould; 10 сентября 1941, Нью-Йорк — 20 мая 2002, там же) — американский палеонтолог, биолог-эволюционист и историк науки. Один из наиболее знаменитых и читаемых писателей научно-популярного жанра в своём поколении. Большую часть своей профессиональной деятельности Гулд провёл, преподавая в Гарвардском университете и работая в Американском музее естественной истории в Нью-Йорке.

## Биография
Родился и вырос в нью-йоркском районе Квинс. Его отец, Леонард Гулд (Голд, 1916—1992), был судебным стенографистом, а мать, Элеанор Розенберг (англ. Eleanor Rosenberg, 1917—2007) — художницей. Родители, уроженцы Нью-Йорка, происходили из еврейский семей из Российской и Австро-Венгерской империй, и заключили брак в 1939 году. Когда Гулду было пять лет, отец повёл его в зал динозавров в Американском музее естественной истории, где он впервые увидел тираннозавра. «Я понятия не имел, что такое бывает на свете — я был поражён», — вспоминал Гулд. В этот момент Гулд решил, что он станет палеонтологом.
Будучи воспитан в светской еврейской семье, Гулд не исповедовал какой-либо религии, предпочитая именовать себя еврейским агностиком (англ. Jewish agnostic). Его политические взгляды сильно отличались от взглядов его отца, который был ярым марксистом. Сам Гулд в 1981 году характеризовал свои политические взгляды как «левоцентристские», отмечая при этом значительное влияние на него политических трудов Чарльза Райта Миллса и Ноама Хомского.
В течение всей своей карьеры он выступал против дискриминации в любой форме, а особенно в форме псевдонауки на службе расизма и сексизма. В начале 1960-х годов, ещё студентом, он был активен в движении за гражданские права, протестуя против дискриминации афроамериканцев и подвергаясь за это гонениям со стороны администрации. В начале 1970-х Гулд вступил в академическую организацию левого толка «Наука для людей» (англ. Science for the People), которая выросла на почве антивоенного движения. Биологи-марксисты Ричард Левонтин и Ричард Левинс сравнивали Гулда за его активную общественную деятельность с Дж. Б. С. Холдейном.
Гулд был женат дважды. Его первой супругой была художница Дебора Ли, которую он встретил во время учёбы в Антиох-колледже. Они поженились 3 октября 1965 года, но позже развелись. Во второй раз Гулд женился на скульпторе Ронде Роланд Ширер в 1995 году. У Гулда было двое детей от первого брака: Джесси и Эйтан. Кроме них, он воспитывал двоих детей своей второй супруги — Джейд и Лондона.
В июле 1982 года Гулду был поставлен диагноз: перитонеальная мезотелиома — смертельная форма рака, поражающая эпителий, выстилающий брюшную полость. После тяжёлого курса лечения, длившегося около двух лет, Гулд опубликовал заметку в журнале Discover, под названием «Не верьте медиане» (англ. The Median Isn't the Message), в которой он описывает свою реакцию на известие о том, что пациенты, больные мезотелиомой, в среднем живут не больше восьми месяцев после диагностирования. После этого он объясняет, что на самом деле стоит за этим числом, и описывает то облегчение, которое он испытал, поняв, что средние значения являются не более чем удобными упрощениями и не охватывают все возможные вариации. Медиана — это точка посреди временной шкалы, и она означает, что 50 % пациентов не проживут и восьми месяцев, но зато остальные проживут дольше, а возможно и намного дольше. Всё, что ему оставалось, это выяснить, где же на этой шкале расположен его собственный случай. Учитывая, что диагноз был поставлен Гулду на достаточно ранней стадии болезни, что он был молод, оптимистичен и имел доступ к новейшим средствам, он пришёл к выводу, что у него хорошие шансы оказаться в числе «долгожителей». После экспериментального курса лечения, включавшего в себя радиотерапию, химиотерапию и хирургическую операцию, Гулд полностью выздоровел, а его заметка стала источником надежды для многих раковых больных.
Гулд неоднократно высказывался в поддержку использования марихуаны в лечебных целях. Во время своей болезни он курил марихуану, чтобы избавиться от тошноты, вызванной лечением. По его мнению, использование марихуаны было одним из ключевых факторов, способствующих его выздоровлению. В 1998 году он свидетельствовал на судебном процессе Джима Вейкфорда, канадского активиста использования марихуаны в медицине.
Стивен Д. Гулд скончался 20 мая 2002 года от метастазной аденокарциномы лёгких. Согласно «Гарвардской газете», он скончался «в своём доме, в окружении близких — жены Ронды, матери Элеоноры и своих любимых книг».

## Научные исследования
Гулд начал своё высшее образование в Антиох-колледже, Огайо, который он закончил в 1963 году, получив степень по геологии. В этот же период он также учился за границей, в Лидском Университете в Великобритании. Получив в 1967 году степень Ph.D. в Колумбийском Университете под руководством Нормана Ньюэлла, Гулд поступил на работу в Гарвардский Университет, где работал до самой смерти (1967—2002).
В 1973 году Гулд стал профессором геологии и куратором палеонтологии беспозвоночных в Музее Сравнительной Зоологии в Гарварде, а в 1983 году Гулд был принят в Американскую ассоциацию содействия прогрессу науки, президентом которой он был в 1999—2001 гг.
Кроме этого, он занимал посты президента Палеонтологического сообщества (1985—1986) и Сообщества по изучению эволюции (1990—1991).
В 1989 году Гулд был избран в Национальную академию наук США.
В самом начале своей научной деятельности, в 1972 году, Гулд разработал вместе с Нильсом Элдриджем теорию прерывистого равновесия, согласно которой большая часть эволюционных изменений происходит за небольшие промежутки времени по сравнению с гораздо более длительными периодами эволюционной стабильности. По мнению Гулда, теория прерывистого равновесия проливала новый свет на центральные догмы теории эволюции.
Мнения теоретиков эволюции на этот счёт разделились. Часть из них считала, что «хотя эта теория представляет несомненный интерес», она «всего лишь модифицирует теорию неодарвинизма в полном соответствии с тем, что было известно ранее». Другие же подчёркивали её теоретическую новизну, утверждая, что эволюционный стазис «был неожиданным открытием для большинства теоретиков эволюции» и что он «сильно повлиял на современную палеонтологию и эволюционную биологию».

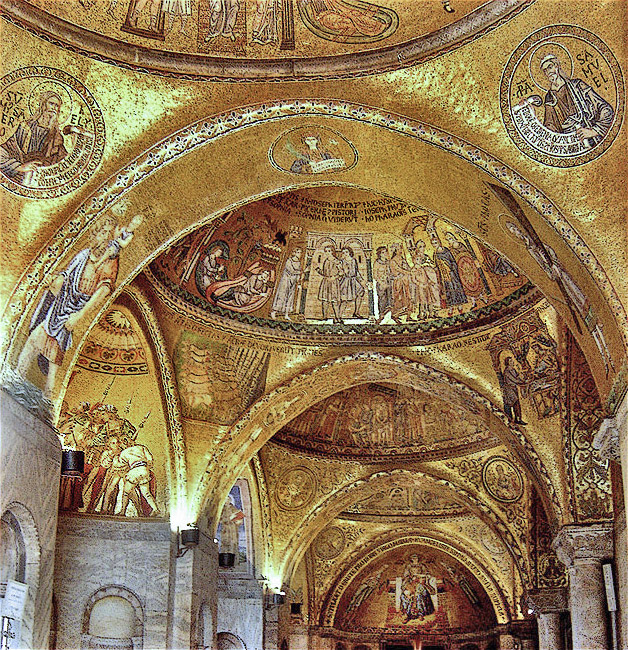
Пазухи сводов в соборе святого Марка

Другим направлением научной деятельности Гулда было выявление биологических ограничений и других неселекционных сил, определяющих направление эволюции живых существ. В 1979 году совместно с Ричардом Левонтиным он опубликовал статью под названием «Пазухи сводов собора святого Марка и парадигма Панглосса», в которой они ввели новый эволюционный термин «пазуха сводов», взятый из мира архитектуры. Гулд и Левонтин определили «пазухи сводов» как те характеристики организма, которые являются неизбежным побочным эффектом других его характеристик и которые не были сами по себе подвержены воздействию отбора в ходе эволюции.
В качестве примера можно привести «маскулинизированные гениталии у самок гиены, плечевой „горб“ гигантского оленя (Megaloceros giganteus) и некоторые ключевые характеристики человеческой ментальности». Вопрос об относительном количестве «пазух сводов» по сравнению с адаптивными характеристиками организмов в природе на сегодняшний день остаётся открытым.
Свои основные исследования Гулд проводил на улитках. Темой его первых работ были сухопутные улитки с Бермудских островов (Poecilozonites), тогда как его последующие работы концентрировались на роде улиток Cerion с Карибских островов. Согласно Гулду, «Cerion является необычайно разветвлённым родом улиток, насчитывающим 600 описанных видов разных форм. В узкобиологическом смысле это скорее подвиды, поскольку они все могут перекрёстно размножаться, но у каждой из этих форм есть собственное название, что отражает реальный феномен невероятного морфологического разнообразия. Некоторые из них выглядят как мячики для гольфа, некоторые как карандаши… Моя основная тема — это эволюция формы, поэтому вопрос, как при такой незначительной генетической разнице достигается такое разнообразие, является для меня чрезвычайно интересным. Решив этот частный вопрос, мы наверняка найдём какое-то общее правило эволюции формы».
Гулд является одним из самых цитируемых учёных в области теории эволюции. Его статья о «пазухах сводов», опубликованная в 1979 году, цитировалась больше 1600 раз. В «Paleobiology», основном журнале его собственной специализации, только Чарлз Дарвин и Джордж Симпсон цитировались чаще. Кроме того, Гулд был признанным историком науки. Историк Рональд Намберс утверждал, что хотя он не может оценить вклад Гулда как учёного, он долгое время считал его вторым наиболее влиятельным историком науки после Томаса Куна.
Незадолго до своей смерти в 2002 году Гулд опубликовал свою версию современной теории эволюции, книгу «Структура теории эволюции».

## Общественная деятельность
Гулд получил известность как автор научно-популярных эссе в журнале «Natural History» и книг на тему эволюции. Многие из его эссе были позже скомпилированы вместе и изданы в книжном формате, как например «Со времён Дарвина» и «Большой палец панды».
Гулд был апологетом теории эволюции, что отражено в его многочисленных публикациях, в которых он последовательно передавал широкой аудитории своё понимание современной эволюционной биологии. Он много писал о развитии эволюционной идеи в науке. Будучи большим любителям бейсбола, он часто проводил аналогии именно с этим видом спорта.
Хотя Гулд несомненно относился к сторонникам нео-дарвинизма, его взгляды на некоторые аспекты теории эволюции отличались от классических. Так, например, по мнению Гулда роль естественного отбора в эволюции живых существ была сильно преувеличена, а значение альтернативных механизмов эволюции было незаслуженно приуменьшено. Кроме того, он подвергал резкой критике многие аспекты социобиологии и эволюционной психологии. Много усилий Гулд направил на борьбу с креационизмом и схожими теориями. Так, например, он свидетельствовал в качестве эксперта против закона о равноправном изучении теории эволюции и так называемого научного креационизма в школах. Гулд ввёл термин «непересекающиеся магистерии», чтобы объяснить, почему, по его мнению, наука и религия не могут комментировать друг друга.
Имел социалистические наклонности.
В 1992 году подписал «Предупреждение человечеству».
С течением времени Гулд стал довольно известным широкой публике учёным и часто выступал в телепередачах. Однажды он даже озвучил своего Архивная копия от 27 сентября 2007 на Wayback Machine мультипликационного персонажа в популярном сериале «Симпсоны». Семейство Симпсонов не забыло его и после его смерти. В эпизоде под названием «Папа получает новую бляху» в начале титров появляется текст «Посвящается памяти Стивена Гулда» в сопровождении кадра из соответствующего эпизода.
Кроме того, Гулд часто выступал в качестве гостя в программах, посвящённых эволюции, бейсболу и других, как например научно-популярное шоу 3-2-1 Contact.

## Критика
Гулд заслужил множество комплиментов за свою работу по популяризации современных идей биологии, но вместе с тем не избежал и критики со стороны тех, кто считал, что его публикации, по разным причинам, выходят за рамки научного консенсуса.
Одним из главных критиков Гулда был известный английский биолог-эволюционист Джон Мейнард Смит. Мейнард Смит считал, что Гулд неверно оценивает ключевую роль адаптации в биологии. Кроме того, он не соглашался с мнением Гулда о том, что естественный отбор на уровне видов играет существенную роль в эволюции. В рецензии на книгу Дениэля Деннета «Опасная идея Дарвина» Мейнард Смит писал, что Гулд «показывает не-биологам, по большому счёту, неверную картину теории эволюции». Мейнард Смит давал и положительные оценки творчеству Гулда. В рецензии на «Большой палец панды» он писал, что «Стивен Гулд на сегодняшний день является лучшим писателем научно-популярного жанра. Хотя он часто приводит меня в бешенство, я надеюсь, что он напишет ещё не одно эссе, подобное этому». Кроме того, Мейнард Смит был среди тех, кто приветствовал оживление в сфере эволюционной палеонтологии, которому Гулд немало способствовал.
Одной из причин, вызвавших столь острую критику, было то, что в своих работах Гулд отводил естественному отбору менее важную роль в эволюции, чем считалось ранее. В результате многие неспециалисты поняли из его ранних публикаций, что теория Дарвина была опровергнута, чего Гулд совершенно не имел в виду. Вырванные из контекста цитаты из его работ использовались как «доказательство» того, что сами учёные не понимают более, как именно эволюционируют организмы. Последнее было на руку креационистам, которые использовали это как аргумент в их борьбе с теорией эволюции. В более поздних публикациях Гулд приложил максимум усилий, чтобы исправить создавшееся впечатление и исключить возможность неправильного понимания его идей.
Социобиология человека и её производная — эволюционная психология — стояли в центре полемики, которую Гулд вёл много лет с Уилсоном и другими биологами. В своём отрицательном отношении к этим дисциплинам Гулд нашёл поддержку у Левонтина, тогда как Докинз, Деннет и Стивен Пинкер поддерживали Уилсона. Гулд и Докинз разошлись также во мнениях по поводу важности отбора на уровне генов. Докинз считал, что эволюцию проще всего понимать в терминах конкуренции между генами, тогда как Гулд утверждал, что для понимания процессов эволюции следует постулировать многоуровневый отбор, в том числе отбор на уровне генов, клеточных линий, организмов, популяций, видов и клад. Критические высказывания на эти темы можно найти в девятой главе книги Докинза «Слепой часовщик» и, в более резкой форме, в десятой главе книги Деннета «Опасная идея Дарвина». Докинз не раз с похвалой относился к тем публикациям Гулда, которые не затрагивали спорных тем. Пинкер обвинял Гулда, Левонтина и других критиков эволюционной психологии в радикальном подходе к науке, при котором «политика, а не наука определяет позицию учёного по вопросам человеческой природы». Гулд писал в ответ, что социобиологи тоже подвержены влиянию, пусть и бессознательному, со стороны своих собственных предрассудков и интересов.
Интерпретация Гулдом результатов исследований окаменелостей Кембрийского периода, найденных в сланцах Бёджес, отражённая в его книге «Удивительная жизнь», была раскритикована Саймоном Моррисом в книге «Тигель Творения». Гулд подчёркивал морфологическое разнообразие этой фауны и роль случайностей в выживании и расцвете тех или иных её представителей. Моррис, в свою очередь, подчёркивал филогенетические связи между кембрийскими формами и современными таксонами и настаивал на важности конвергентной эволюции как механизма «стандартизации» морфологических характеристик в схожих природных условиях. Палеонтолог Ричард Фортесс отметил, что до выхода в свет книги «Удивительная жизнь» Моррис разделял многие из взглядов Гулда. Позже Моррис переработал свою интерпретацию результатов этих исследований, что привело его к более «прогрессивному» взгляду на историю жизни. Палеонтологи Дерек Бриггс и Ричард Фортесс также подвергли критике интерпретацию Гулда, отмечая, что кладистический анализ позволил сгруппировать множество представителей кембрийской фауны в группы, давшие начало современным таксонам, и что эта тема продолжает оставаться предметом интенсивных исследований в палеонтологии.

## Философские работы

### Непересекающиеся магистерии (Non-Overlapping Magisteria, NOMA)

«Камни веков»

В своей книге «Камни веков» Гулд выдвинул идею, которую он описал как «простое и совершенно обычное решение… предполагаемого конфликта между наукой и религией». Он определил термин «магистерия» как «область жизни, в которой определённый способ познания обладает адекватными инструментами для осмысленной дискуссии и принятия решений». В свете этого определения, принцип NOMA выглядит так: «магистерия науки находится в мире эмпирики: что есть во вселенной (факты) и почему она работает так, а не иначе (теория). Магистерия религии находится в мире духовных ценностей и поисков смысла. Две эти магистерии не пересекаются между собой и оставляют место дополнительным магистериям (например, магистерия искусства и определение красоты)».
По его мнению, «наука и религия не противостоят, а переплетаются сложным орнаментом на всех фрактальных уровнях самоподобия». На приведённых в книге примерах он показывает, что «принцип NOMA заслужил широкую и совершенно открытую поддержку со стороны, казалось бы, самых традиционалистских кругов», и что он «является разумной позицией общего консенсуса, выработанного с большим трудом людьми доброй воли из обеих магистерий».
Похожую позицию занимает Национальная академия наук США. В своей публикации «наука и креационизм» она утверждает, что «учёные, как и многие другие люди, ощущают гармонию и сложную организацию природы. Некоторые учёные являются глубоко религиозными людьми. Как бы то ни было, наука и религия занимают две различные ниши человеческого восприятия. Требование объединить их лишает ореола и науку и религию». Подписано президентом академии Брюсом Альбертсом.
Ричард Докинз в своей книге «Бог как иллюзия» полемизирует с Гулдом и считает, что принцип NOMA не может быть достаточной причиной для защиты религии от попыток научного анализа. По его мнению, «гипотеза Бога», то есть «существование сверхчеловеческого, сверхъестественного интеллекта, который сознательно спроектировал и создал вселенную и всё что в ней есть, включая нас», является научной гипотезой, которую следует проверять научными методами.

### Ложное измерение человека
В своей книге «Ложное измерение человека» (1981) Гулд описывает историю измерения интеллекта человека, начиная с краниометрии, разработанной в XIX веке, и выражает скептицизм по поводу современных методов измерения коэффициента интеллекта (IQ) и сопутствующих им психометрических экзаменов. Его основной тезис заключается в том, что все эти методы основаны на необоснованном и недоказанном предположении биологического детерминизма. Идея, изложенная в работе «Ложное измерение человека», вызвала большой резонанс и получила как широкую поддержку, так и острую критику со стороны некоторых психологов (Ганс Айзенк и др.), часть из которых даже обвиняла его в подтасовке фактов.

## Основные работы
- Онтогенез и филогенез[англ.] (англ. Ontogeny and Phylogeny, 1977)
- Со времён Дарвина[англ.] (англ. Ever Since Darwin, 1977)
- Большой палец панды[англ.] (англ. The Panda’s Thumb, 1980)
- Ложное измерение человека[англ.] (англ. The Mismeasure of Man, 1981)
- Куриные зубы и лошадиные пальцы[англ.] (англ. Hen’s Teeth and Horse’s Toes, 1983)
- Улыбка фламинго[англ.] (англ. The Flamingo’s Smile, 1985)
- Круговорот времени, стрела времени[англ.] (англ. Time’s Arrow, Time’s Cycle, 1987)
- Морской ёж в бурю[англ.] (англ. An Urchin in the Storm, 1987)
- Удивительная жизнь[англ.] (англ. Wonderful Life, 1989)
- Молодец, бронтозавр![англ.] (англ. Bully for Brontosaurus, 1991)
- Восемь маленьких поросят[англ.] (англ. Eight Little Piggies, 1993)
- Динозавр в стоге сена[англ.] (англ. Dinosaur in a Haystack, 1995)
- Полный дом[англ.] (англ. Full House, 1998)
- Гора моллюсков Леонардо и диета червей[англ.] (англ. Leonardo’s Mountain of Clams and the Diet of Worms, 1998)
- Сомневаясь в тысячелетии[англ.] (англ. Questioning the Millennium, 1999)
- Камни веков[англ.] (англ. Rocks of Ages, 1999)
- Обманчивые камни Марракеша[англ.] (англ. The Lying Stones of Marrakech, 2000)
- Структура теории эволюции[англ.] (англ. The Structure of Evolutionary Theory, 2002)
- Я приземлился[англ.] (англ. I Have Landed, 2002)
- Ёж, лиса и оспа магистра[англ.] (англ. The Hedgehog, the Fox, and the Magister’s Pox, 2003), издана посмертно.